# Ferdinand Medicejský (následník trůnu)
Ferdinand Medicejský (Ferdinando de' Medici; 9. srpna 1663 Florencie - 31. října 1713 tamtéž) byl nejstarším synem velkovévody Cosima III. Medicejského a Markéty Luisy Orleánské a od roku 1670 do své smrti roku 1713 korunní (Velký) princ Toskánska, ale zemřel před svým otcem a zůstal bez potomků. Proslavil se jako mecenáš hudby. V jeho službách působící stavitel hudebních nástrojů Bartolomeo Cristofori vynalezl předchůdce dnešního klavíru.

## Život
Ferdinand Medicejský byl od chvíle, kdy jeho otec Cosimo 23. května 1670 nastoupil na trůn, následníkem toskánského trůnu, ale k moci se nikdy nedostal, protože ho jeho otec přežil. Ferdinand byl velkým mecenášem umění, zejména hudby.

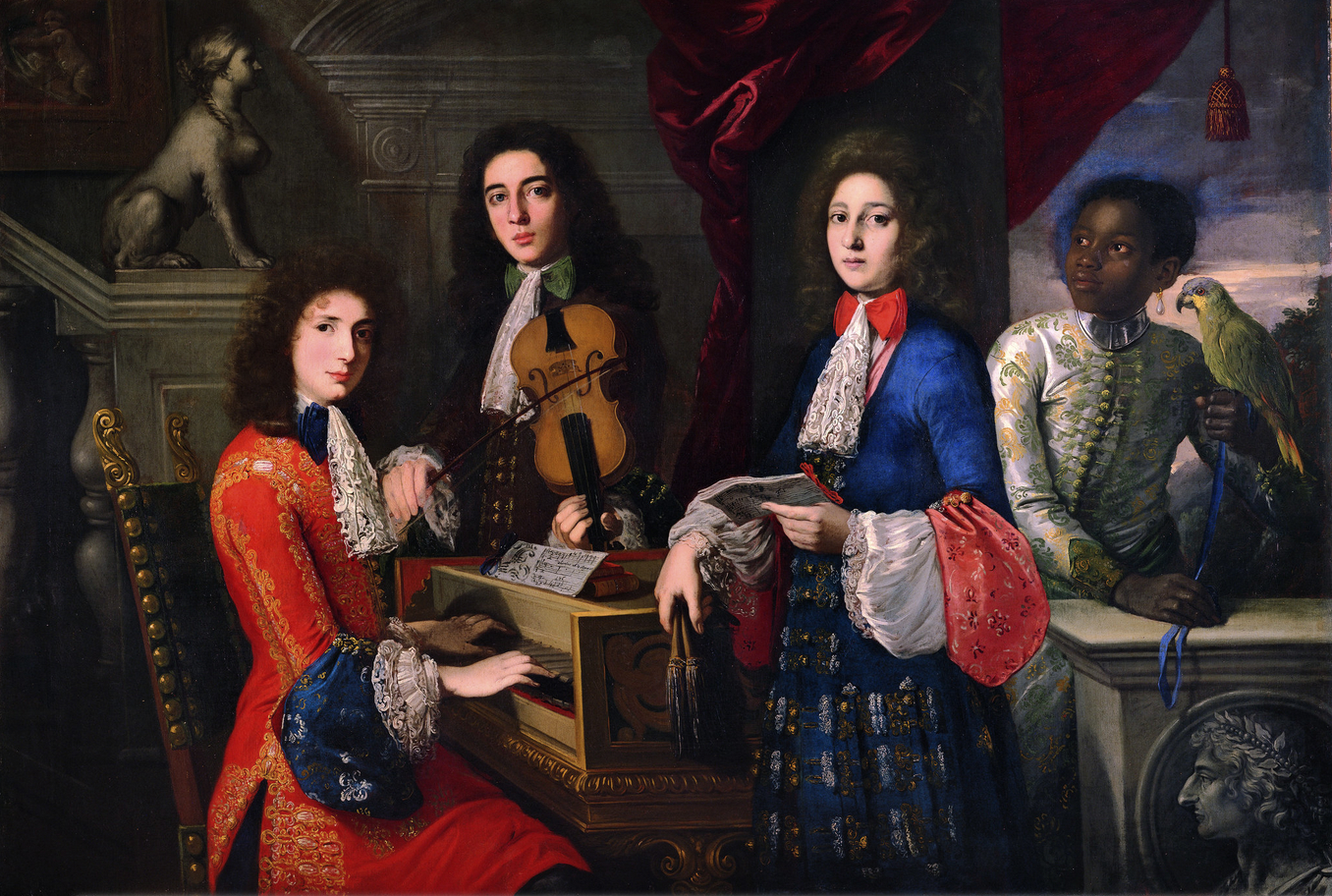
Anton Domenico Gabbiani: Tři hudebníci u dvora Ferdinanda Medicejského. Zpěvák vpravo před cembalem je pravděpodobně Francesco de Castris zvaný „Cecchino“, Ferdinandův oblíbenec.

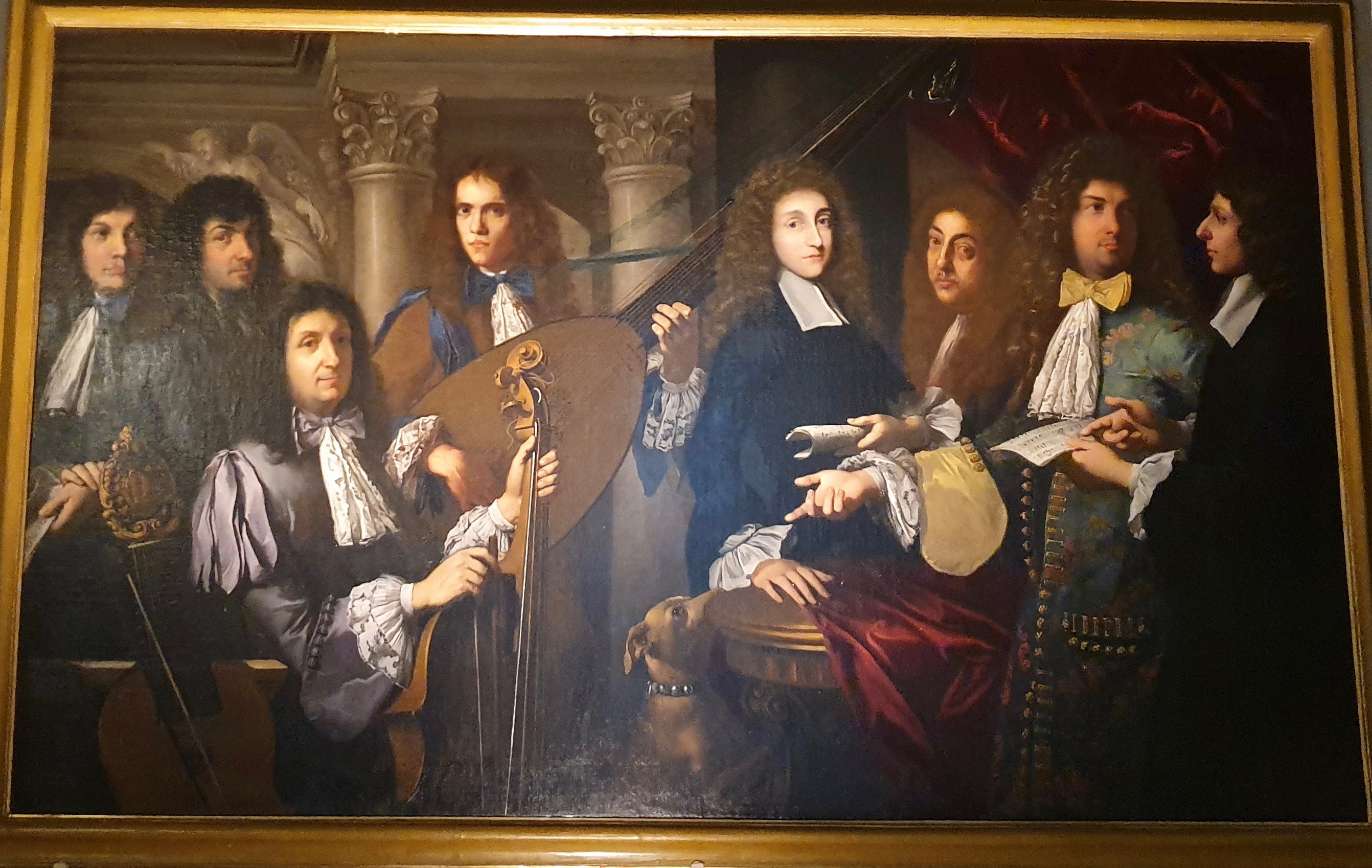
Ferdinand Medicejský se svými hudebníky, obraz Antona Domenica Gabbianiho. Princ je druhý zprava.

Když se jeho rodiče v roce 1675 rozešli, Ferdinandova matka se vrátila do Paříže a Ferdinand byl umístěn do péče své babičky Viktorie della Rovere. Ferdinand byl skvělý jezdec a vysoce talentovaný hudebník, výborně hrál na cembalo a studoval kontrapunkt u Gianmarii Paliardiho a různé strunné nástroje u Piera Salvettiho. Jeho milostné aféry se často týkaly mužů, jako byl hudebník Petrillo nebo benátský kastrát Francesco de Castris zvaný „Cecchino“. Na druhou stranu byla jeho milenkou také slavná sopranistka Vittoria Tarquiniová.
Jeho manželství s Violantou Beatricí Bavorskou, uzavřené v roce 1689, zůstalo bezdětné. Předpokládá se, že Ferdinand se v roce 1696 během benátského karnevalu nakazil syfilidou, jež mu zřejmě zkrátila život. Ve vile Medicejů v Pratolinu zahájil v roce 1679 každoroční operní produkce, které skončily roku 1710.
Mezi hudebníky sponzorované Ferdinandem patřili Alessandro a Domenico Scarlattiové, Georg Friedrich Händel, Giacomo Antonio Perti, Giovanni Legrenzi, Giovanni Maria Pagliardi, Carlo Francesco Pollarolo, Giuseppe Maria Orlandini, Benedetto Marcello a Bernardo Pasquini. V roce 1701 Tomaso Albinoni Ferdinandovi věnoval svůj opus 3 Balleti a tre a v roce 1711 mu Antonio Vivaldi věnoval L'Estro Armonico (op. 3). V roce 1688 Ferdinando zaměstnal jako kurátora své sbírky nástrojů Bartolomea Cristoforiho. Ten pak v jeho službách vynalezl spinettone a pianoforte, předchůdce dnešního klavíru.
Malíř Anton Domenico Gabbiani vytvořil u Ferdinandova dvora celou řadu obrazů s hudebníky, instrumentalisty a zpěváky-kastráty.
Po smrti Ferdinandova otce Cosima III. převzal vládu Ferdinandův mladší bratr Gian Gastone, ale i on zemřel bezdětný.